# (8551) Daitarabochi
(8551) Daitarabochi (1994 VC7) – planetoida z grupy pasa głównego asteroid okrążająca Słońce w ciągu 7,98 lat w średniej odległości 3,99 au. Odkryta 11 listopada 1994 roku.